# (266711) Tuttlingen
(266711) Tuttlingen ist ein Asteroid des mittleren Hauptgürtels, der sich zwischen Mars und Jupiter befindet.
Er wurde am 30. August 2009 von den deutschen Amateurastronomen Rainer Kling und Ute Zimmer von der Hans-Ludwig-Neumann-Sternwarte (IAU-Code B01) auf dem Kleinen Feldberg im Taunus aus entdeckt.
Der Asteroid wurde am 22. Juli 2013 nach der Stadt Tuttlingen in Baden-Württemberg benannt. Dies ist die Geburtsstadt von Rainer Kling.